# Heinz Berlau
Heinz Berlau (* 10. September 1929 in Kassel; † 29. August 2002 in Bergen auf Rügen) war ein deutscher Schauspieler.

## Leben
Über Berlaus Leben sind nur wenige Informationen vorhanden. In einigen Produktionen der DDR-Filmgesellschaft DEFA und dem Fernsehen der DDR stand er vor der Kamera und war nach der Wende in einer Folge der ARD-Vorabendserie Praxis Bülowbogen zu sehen. Viele Jahre stand er in Theatern in Putbus und Stralsund auf der Bühne.
Heinz Berlau lebte auf der Insel Rügen, wo er am 29. August 2002 im Alter von 72 Jahren starb.

## Filmografie
- 1964: Die Hochzeit von Länneken
- 1979: Polizeiruf 110: Walzerbahn (Fernsehreihe)
- 1981: Die Stunde der Töchter
- 1984: Der Schimmelreiter (Fernsehfilm)
- 1988: Fallada – Letztes Kapitel
- 1994: Praxis Bülowbogen (Fernsehserie, 1 Episode)

## Theater
- 1962: Gerhart Hauptmann: Herbert Engelmann (Herbert Engelmann) – Regie: Jan-Franz Krüger (Theater Putbus)
- 1975: Tadeusz Nowak: Und wenn du König, wenn du Henker bist – Regie: Wolfgang Heiderich (Theater Stralsund)
- 1987:Armin Stolper nach Gerhart Hauptmann: Atriden-Tetralogie (Thestor) – Regie: Fred Grasnick (Theater Stralsund)